# Emil Cleff
Karl Emil Cleff (Barmen, 7 de abril de 1869 — Nova Friburgo, RJ, 21 de dezembro de 1968), também conhecido como Charles Emile Cleff, foi um empresário da industria têxtil de Nova Friburgo de dupla nacionalidade alemã e brasileira.
Foi sócio e gerente da Fábrica Ypu Artefatos de Tecidos, Couro e Metal S. A, que deu o nome ao bairro de Ypu em Nova Friburgo. A Avenida Emil Cleff em Nova Friburgo recebeu esse nome em sua homenagem.

## Biografia
Emil Cleff nasceu em Barmen, Alemanha, que hoje faz parte da cidade de Wuppertal, como filho de uma família de industriais no ramo têxtil. Sua experiência como empresário o levou a visitar o Brasil em 1893 para a consultoria de uma fabrica de tecidos na Bahia.
Fundou uma fabrica de adornos têxteis sob a razão social da Cleff & Cie na cidade de Flinez-lez-Montagne, França. Teve que fugir da cidade durante a Primeira Guerra Mundial, e em seguida, seu estabelecimento foi destruído em bombardeamentos.
Imigra em 1921 para Nova Friburgo no Brasil, onde se junta como sócio à Fábrica Ypu após ser contactado por seu fundador Maximilian Falck. Sob a experiente gestão de Cleff, a Fabrica Ypu diversificou seus negócios e atingiu seu auge.
Emil Cleff residiu adjacente à Fábrica Ypu junto de sua família. Após o seu falecimento aos 99 anos, foi sucedido na gestão da Fábrica Ypu pelo filho, Max Cleff, e seu genro, Oscar Schultz.